# Joseph Painchaud (philanthrope)
Pour les articles homonymes, voir Joseph Painchaud.
Joseph-Louis Painchaud (né le 12 juin 1819 à Québec, mort probablement le 7 avril 1855 au Mexique) est un médecin, chirurgien et philanthrope canadien.

## Biographie
Il est le fils de Joseph Painchaud, médecin. Il souhaite devenir clerc après avoir étudié au petit séminaire de Québec. À la suite d'une chute dans un escalier, il devient handicapé. Il apprend la médecine auprès de son père et du docteur James Douglas. Il étudie aussi à Paris où il rejoint la société de Saint-Vincent-de-Paul, avant de retourner au Québec.
Il travaille à l'hôpital de la Marine et des émigrés à Québec entre 1846 et 1849, et a eu une grande influence sur le statut de la Société de Saint-Vincent-de-Paul à Québec.
Il est mort probablement au Mexique en 1855.